# Eifelland-March E21

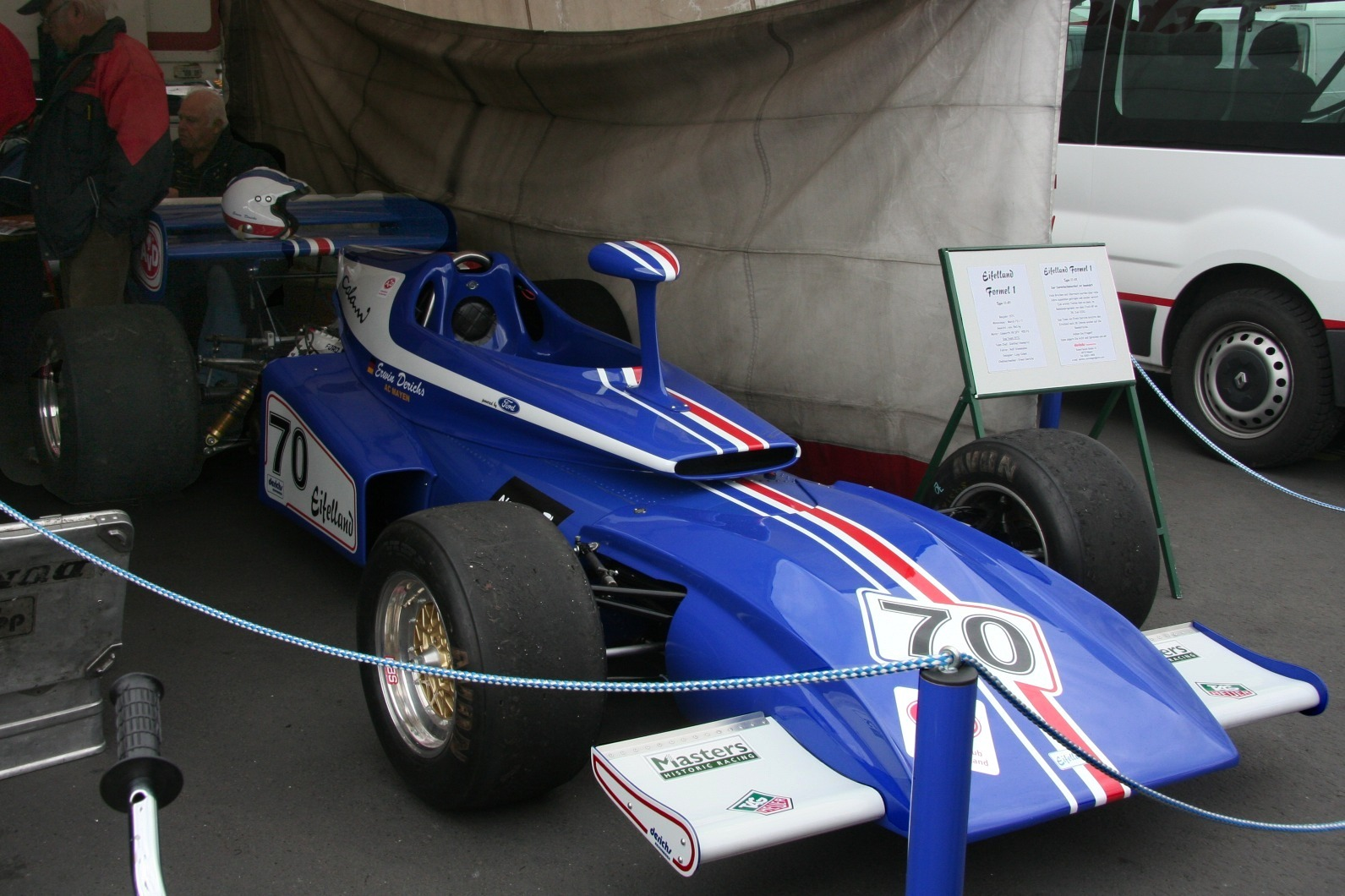
Eifelland-March E21 mit geänderten Front- und Heckflügeln, ausgestellt beim AvD-Oldtimer-Grand-Prix 2011

Der Eifelland-March E21 – auch Eifelland Typ 21 – war ein Formel-1-Rennwagen, den das Team Eifelland Caravans 1972 entwickelte, baute und im selben Jahr bei einigen Läufen zur Weltmeisterschaft einsetzte.
Der Eifelland-March E21 basierte auf einem March 721, den 1971 Günther Hennerici, der Eigentümer des Teams, erworben hatte. Hennerici beauftragte den deutschen Designer Luigi Colani, eine neue Karosserie für das Fahrzeug zu entwerfen. Dieser Aufbau zeigte ausschließlich geschwungene Linien und der Wagen erwies sich von Anfang an als schlecht fahrbar. Als die ersten Testfahrten anstanden, wurde rasch klar, dass das March-Fahrwerk sich nicht mit der Colani-Karosserie vertrug. Gefahren wurde der Wagen von Rolf Stommelen, der seit 1970 bei Hennerici aktiv war und für das Team schon in der Formel-2-Europameisterschaft startete.
Zum Debüt beim Großen Preis von Südafrika mussten March-Heck- und Frontflügel montiert werden, damit der Wagen genügend Anpressdruck erhielt. Die geschwungene Cockpitumrandung blieb, musste aber bis zur Mitte der Saison mehrmals umgebaut werden, da der Motor zu wenig Kühlung bekam. Ein wichtiges Detail des Wagens, der offiziell als Eifelland Typ 21 an den Start ging, war der mächtige zentrale Rückspiegel, der knapp vor dem Lenkrand montiert war. Rolf Stommelen bezeichnete diesen Spiegel als zumindest gewöhnungsbedürftig.
Große Erfolge waren mit dem Fahrzeug nicht zu erzielen, allerdings erreichte Stommelen bei acht Starts sechs Zielankünfte. Als Hennerici im Sommer 1972 seinen Caravanbetrieb verkaufte und anscheinend auch das Interesse am Motorsport verlor, war das Ende des Teams abzusehen. Der Große Preis von Österreich war das letzte Rennen des Eifelland-Teams in der Formel-1-Weltmeisterschaft.